# Đồng Văn Cống
Đồng Văn Cống (tháng 2 năm 1917 – 6 tháng 8 năm 2005) là một tướng lĩnh, quân hàm Trung tướng Quân đội nhân dân Việt Nam, từng làm Tỉnh đội trưởng Bến Tre, Sư đoàn trưởng sư đoàn 330, tư lệnh các quân khu: Quân khu Hữu ngạn, 7, 8, 9 và Phó tổng Thanh tra Quân đội nhân dân Việt Nam. Ông là đại biểu Quốc hội Việt Nam khóa VI.
Trung tướng Đồng Văn Cống được người dân Bến Tre ca ngợi là "vị tướng bưng biền", được tôn xưng là người anh cả của Lực lượng vũ trang Bến Tre qua hai cuộc kháng chiến.

## Tiểu sử

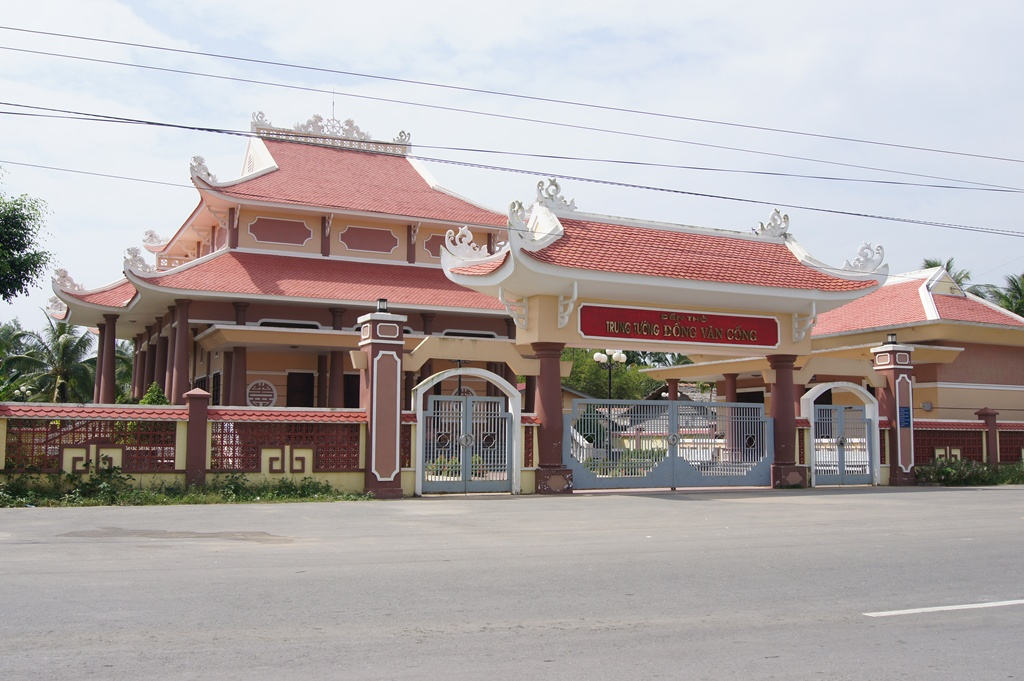
Đền thờ trung tướng Đồng Văn Cống ở Bến Tre

Đồng Văn Cống sinh tháng 2 năm 1917 tại xã Tân Hào, huyện Giồng Trôm, tỉnh Bến Tre. Ông vào Đảng Cộng sản Đông Dương năm 1939. Đến năm 1946 ông gia nhập Quân đội nhân dân Việt Nam.
Trong Chiến tranh Đông Dương, ông chiến đấu tại chiến trường Nam Bộ, đã từng giữ các chức vụ: Đại đội trưởng, Tiểu đoàn trưởng, Trung đoàn trưởng và Tỉnh đội trưởng tỉnh Bến Tre (Tỉnh đội trưởng tương đương với Sư đoàn trưởng).
Năm 1954, Đồng Văn Cống tập kết ra miền Bắc (Việt Nam) và được bổ nhiệm: Sư đoàn trưởng Sư đoàn 330; Tư lệnh trưởng Quân khu Hữu Ngạn (1962). Năm 1963 về chiến trường miền Nam Việt Nam chiến đấu, ông được bổ nhiệm tư lệnh Quân khu 9 (1964), rồi Phó tư lệnh các lực lượng vũ trang giải phóng miền Nam từ năm 1965-1972. Tháng 10 năm 1972 đến 1975 ông được phân công là tư lệnh Quân khu 8, thụ phong Thiếu tướng năm 1974.
Từ tháng 5 năm 1976 đến tháng 9 năm 1982 Đồng Văn Cống là phó tư lệnh Quân khu 7, quyền tư lệnh Quân khu 7, thụ phong Trung tướng năm 1980. Tháng 10 năm 1982 ông được bổ nhiệm chức vụ Phó Tổng thanh tra Quân đội nhân dân Việt Nam và nghỉ hưu trong cùng năm.
Ông là đại biểu Quốc hội khóa VI. Ông qua đời ngày 6 tháng 8 năm 2005 vì tuổi cao, được an táng ở quê nhà tại Bến Tre.

## Tặng thưởng và vinh danh
Đồng Văn Cống đã được Đảng Cộng sản Việt Nam và nhà nước Việt Nam tặng thưởng Huân chương Hồ Chí Minh; Huân chương Độc lập hạng nhất; Huân chương Kháng chiến hạng nhất; Huân chương Chiến thắng hạng nhất; Huân chương Quân công hạng 1, 2, 3; hai Huân chương Chiến công hạng nhất; Huân chương Bảo vệ Tổ quốc hạng nhất; Huy chương Quân kỳ quyết thắng; Huy hiệu 60 năm tuổi Đảng.
Năm 2011, Đồng Văn Cống được truy tặng danh hiệu Anh hùng lực lượng vũ trang nhân dân.
Ông được dựng một đền thờ ở quê nhà Bến Tre. Tên ông được đặt cho một con đường ở Thành phố Thủ Đức của Thành phố Hồ Chí Minh. Tại Cần Thơ, tên ông cũng được đặt cho con đường nối giữa quốc lộ 91 và đường Võ Văn Kiệt.

## Gia đình
Con trai đầu lòng của ông là Đồng Văn Đe, sĩ quan phi công của Không quân nhân dân Việt Nam, từng bắn rơi máy bay địch, hi sinh trong khi không chiến với phi công Mỹ.